# Svínáir
Svínáir is een dorp dat behoort tot de gemeente Eiðis kommuna aan de westkust van het eiland Eysturoy op de Faeröer. Svínáir heeft 23 inwoners. De postcode is FO-465. Svínáir werd gesticht in het jaar 1840.

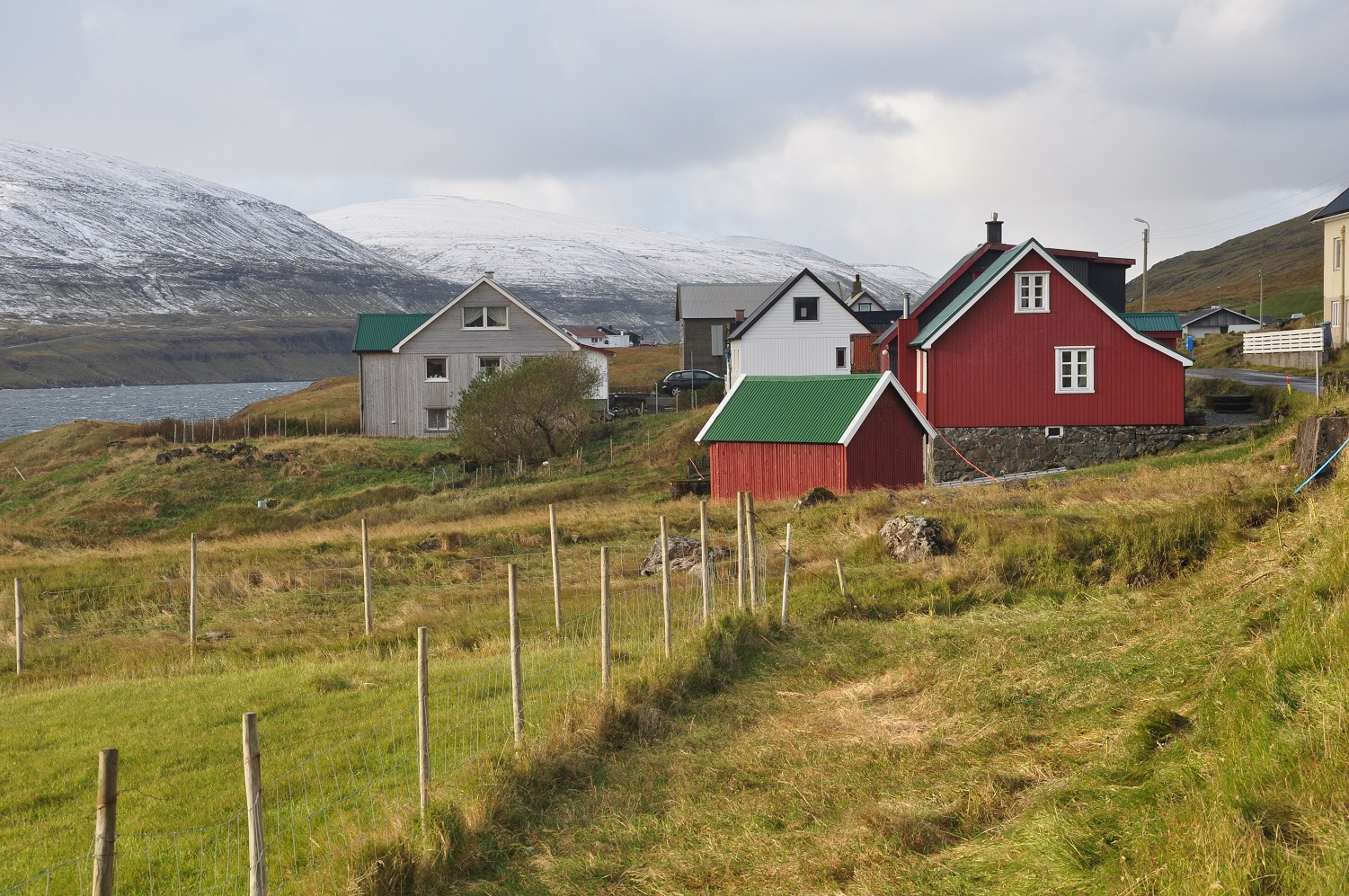
Svináir. Aan de overkant van de Sundini het eiland Streymoy